# Next Limit Technologies
Next Limit Technologies — частная компания, специализирующаяся по разработке программного обеспечения. Основана в 1998 году в Мадриде (Испания) инженерами Виктором Гонсалесом Санчесом (англ. Victor Gonzalez Sanchez) и Игнасио Варгасом (англ. Ignacio Vargas). Компания занимается разработкой кроссплатформенных симуляторов частиц для индустрии спецэффектов и научных расчётов, а также созданием программ оффлайнового рендеринга.

## Программное обеспечение
- Maxwell Render — оффлайновый рендерер, графический движок, является первой (по времени выпуска) системой визуализации, в которой принята  физическая парадигма. В основу всей системы положены математические уравнения, описывающие поведение света.
- RealFlow — программа, использующая системы частиц для просчета динамики формы текучих сред.
- CaronteFX
- XFlow — симулятор текучих сред, используется в научных исследованиях и инженерии.